# XXXVII Premis Goya
La 37a edició dels Premis Goya, presentada per la Acadèmia de les Arts i les Ciències Cinematogràfiques d'Espanya, reconeix el millor del cinema espanyol de 2022 i va tenir lloc al Palau de Congressos i Exposicions de Sevilla l'11 de febrer de 2023. La cerimònia va ser presentada pels actors Antonio de la Torre i Clara Lago, que ja havien treballat junts a la pel·lícula Primos (2011) i va comptar amb les actuacions musicals de Natalia Lafourcade, Pablo López i el cantaor de flamenc Israel Fernández.
Les nominacions foren anunciades l'1 de desembre de 2022 per les actrius Blanca Portillo i Nora Navas, guanyadores l'any anterior del premi a la millor actriu i a la millor actriu secundària, respectivament. El nombre total de nominacions va augmentar perquè cadascuna de les 28 categories tenia 5 nominats per primera vegada.
Entre les 165 produccions espanyoles estrenades hi havia 94 pel·lícules de ficció, 8 d'animació i 63 documentals. As Bestas, de Rodrigo Sorogoyen, va liderar contundentment la llista de nominacions, amb 17 candidatures, seguida de prop per Modelo 77, d'Alberto Rodríguez, amb 16 nominacions; empatades amb 11 es posicionaven en tercer lloc Alcarràs, de Carla Simón, i Cinco lobitos, d'Alauda Ruiz de Azúa.
El març de 2022 l'alcaldessa de Barcelona, Ada Colau, va anunciar que havia comunicat a l'Acadèmia el seu interès per acollir la cerimònia l'any 2024.

## Cerimònia dels Goya 2022
A principis de febrer, l'Acadèmia va anunciar que treballava en un protocol antiassetjament per a la gala d'aquella nit, arran de les denúncies durant la festa dels X Premis Feroz, entregats uns dies abans; aquest protocol va estrenar-se la nit d'entrega dels premis.
La gala va estar marcada per les reivindicacions. Isabel Coixet, nominada per El sostre groc, duia una americana amb el text "Women life freedom" (dones, vida, llibertat) i la cara de la jove iraniana Mahsa Amini, i l'actor Telmo Irureta, afectat de paràlisi cerebral, va reivindicar l'existència i la sexualitat de les persones amb discapacitat. Eulàlia Ramon, que va recollir el Goya d'Honor al seu marit, Carlos Saura, va fer una defensa de la sanitat pública i els seus professionals a petició del cineasta uns dies abans; les seves paraules van ser atacades posteriorment per la Comunitat de Madrid.
L'actriu francesa Juliette Binoche, que va recollir el Goya Internacional de mans d'Isabel Coixet, amb qui ja havia treballat a Ningú no vol la nit (2015), va retre homenatge a Saura després del seu discurs taral·lejant el tema "Por qué te vas?", de la seva pel·lícula Cría cuervos (1975).
Durant la gala també es va homenatjar el director i guionista mallorquí Agustí Villaronga, mort setmanes abans.
La cerimònia va comptar amb les actuacions de Manuel Carrasco, que la va inaugurar homenatjant Joan Manuel Serrat interpretant "Cantares", i la de Pablo López amb el compositor Israel Fernández.

## Premis per pel·lícula
Les grans triomfadores de la nit van ser As bestas (amb 9 premis dels 17 als què optava) i Modelo 77 (amb 5 de 16). En canvi, Alcarràs no va obtenir cap estatueta de les 11 categories a les quals estava nominada.
| Nominacions | Pel·lícules                     | Premis |
| ----------- | ------------------------------- | ------ |
| 17          | As bestas                       | 9      |
| 16          | Modelo 77                       | 5      |
| 11          | Alcarràs                        | 0      |
| 11          | Cinco lobitos                   | 3      |
| 6           | Los renglones torcidos de Dios  | 0      |
| 6           | Cerdita                         | 1      |
| 5           | En los márgenes                 | 0      |
| 5           | Irati                           | 0      |
| 4           | Mantícora                       | 0      |
| 3           | La maternal                     | 0      |
| 3           | Un año, una noche               | 1      |
| 3           | La piedad                       | 0      |
| 2           | Suro                            | 0      |
| 2           | La consagración de la primavera | 1      |
| 2           | El agua                         | 0      |
| 2           | Malnazidos                      | 0      |
| 2           | Unicorn Wars                    | 1      |
| 2           | Sintiéndolo mucho               | 1      |

## Premis per categoria
| Millor pel·lícula | Millor direcció |
| --- | --- |
| - As bestas - Alcarràs - Cinco lobitos - La maternal - Modelo 77 | - As bestas – Rodrigo Sorogoyen - Alcarràs – Carla Simón - La maternal – Pilar Palomero - Mantícora – Carlos Vermut - Modelo 77 – Alberto Rodríguez |
| Millor actriu | Millor actor |
| - Laia Costa – Cinco lobitos com a Amaia - Marina Foïs – As bestas com a Olga - Anna Castillo – Girasoles silvestres com a Julia - Bárbara Lennie – Los renglones torcidos de Dios com a Alice Gould - Vicky Luengo – Suro com a Elena | - Denis Ménochet – As bestas com a Antoine - Luis Tosar – En los márgenes com a Rafa - Nacho Sánchez – Mantícora com a Julián - Javier Gutiérrez – Modelo 77 com a José Pino - Miguel Herrán – Modelo 77 com a Manuel |
| Millor actriu secundària | Millor actor secundari |
| - Susi Sánchez – Cinco lobitos com a Begoña - Marie Colomb – As bestas com a Marie - Carmen Machi – Cerdita com a Asun - Penélope Cruz – En los márgenes com a Azucena - Ángela Cervantes – La maternal com a Penélope | - Luis Zahera – As bestas com a Xan - Diego Anido – As bestas com a Lorenzo - Ramón Barea – Cinco lobitos com a Koldo - Fernando Tejero – Modelo 77 com a Marbella - Jesús Carroza – Modelo 77 com a El Negro |
| Millor actriu revelació | Millor actor revelació |
| - Laura Galán – Cerdita com a Sara - Anna Otín – Alcarràs com a Dolors - Luna Pamies – El agua com a Ana - Valèria Sorolla – La consagración de la primavera com a Laura - Zoe Stein – Mantícora com a Diana | - Telmo Irureta – La consagración de la primavera com a David - Albert Bosch – Alcarràs com a Roger - Jordi Pujol Dolcet – Alcarràs com a Quimet - Mikel Bustamante – Cinco lobitos com a Javi - Christian Checa – En los márgenes com a Raúl |
| Millor guió original | Millor guió adaptat |
| - As bestas – Isabel Peña, Rodrigo Sorogoyen - Alcarràs – Arnau Vilaró, Carla Simón - Cinco lobitos – Alauda Ruiz de Azúa - Mantícora – Carlos Vermut - Modelo 77 – Alberto Rodríguez, Rafael Cobos | - Un año, una noche – Fran Araújo, Isa Campo, Isaki Lacuesta (basat en el llibre Paz, amor y death metal de Ramón González) - Cerdita – Carlota Pereda (basat en el curt homònim de Pereda) - Irati – Paul Urkijo Alijo (basat en el llibre El ciclo de Irati de J. L. Landa i J. Muñoz) - Los renglones torcidos de Dios – Guillem Clua i Oriol Paulo (basat en la novel·la homònima de Torcuato Luca de Tena) - No mires a los ojos – David Muñoz, Félix Viscarret (basat en la novel·la Desde las sombras de Juan José Millás) |
| Millor direcció novell | Millor pel·lícula documental |
| - Cinco lobitos – Alauda Ruiz de Azúa - Cerdita – Carlota Pereda - El agua – Elena López Riera - En los márgenes – Juan Diego Botto - Suro – Mikel Gurrea | - Labordeta, un hombre sin más – Gaizka Urresti - A las mujeres de España. María Lejárraga – Laura Hojman - El sostre groc – Isabel Coixet i coproducció de TV3 - Oswald. El falsificador – Dani de la Orden, Kike Maíllo i Bernat Saumell - Sintiéndolo mucho – Fernando León de Aranoa, Patricia de Muns, Ricardo Coeto i Sergi Reig |
| Millor direcció de producció | Millor muntatge |
| - Modelo 77 – Manuela Ocón - Alcarràs – Elisa Sirvent - As bestas – Carmen Sánchez de la Vega - Cerdita – Sara García - Cinco lobitos – María José Díez | - As bestas – Alberto del Campo - Alcarràs – Ana Pfaff - Cinco lobitos – Andrés Gil - Modelo 77 – José M. G. Moyano - Un año, una noche – Fernando Franco, Sergi Díes |
| Millor música original | Millor cançó original |
| - As bestas – Olivier Arson - Irati – Aránzazu Calleja, Maite Arroitajauregi - Las niñas de cristal – Iván Palomares - Los renglones torcidos de Dios – Fernando Velázquez - Modelo 77 – Julio de la Rosa | - "Sintiéndolo mucho" de Sintiéndolo mucho – Composta per Joaquín Sabina i Leiva - "En los márgenes" de En los márgenes – Composta per Eduardo Cruz i María Rozalén - "Izena duena bada" de Irati – Composta per Aránzazu Calleja, Maite Arroitajauregui "Mursego" i Paul Urkijo Alijo - "Un paraíso en el sur" de La vida chipén – Composta per Paloma Peñarrubia Ruiz i Vanesa Benítez Zamora - "Batalla" de Unicorn Wars – Composta per Joseba Beristain                                                                       |
| Millor fotografia | Millor direcció artística |
| - As bestas – Álex de Pablo - Alcarràs – Daniela Cajías - Cinco lobitos – Jon D. Domínguez - Competencia oficial – Arnau Valls Colomer - Modelo 77 – Álex Catalán | - Modelo 77 – Pepe Domínguez del Olmo - Alcarràs – Mónica Bernuy - As bestas – José Tirado - La piedad – Melanie Antón - Los renglones torcidos de Dios – Sylvia Steinbrecht |
| Millor disseny de vestuari | Millor maquillatge i perruqueria |
| - Modelo 77 – Fernando García - As bestas – Paola Torres - Irati – Nerea Torrijos - La piedad – Suevia Sampelayo - Los renglones torcidos de Dios – Alberto Valcárcel - Malnazidos – Cristina Rodríguez | - Modelo 77 – Yolanda Piña, Félix Terrero - As bestas – Irene Pedrosa, Jesús Gil - Cerdita – Paloma Lozano, Nacho Díaz - La piedad – Sarai Rodríguez, Raquel González, Óscar de Monte - Los renglones torcidos de Dios – Montse Santfeliu, Carolina Atxukarro, Pablo Perona |
| Millor so | Millors efectes especials |
| - As bestas – Aitor Berenguer, Fabiola Ordoyo, Yasmina Praderas - Alcarràs – Eva Valiño, Thomas Giorgi, Alejandro Castillo - Cinco lobitos – Asier González, Eva de la Fuente López, Roberto Fernández - Modelo 77 – Daniel de Zayas, Miguel Huete, Pelayo Gutiérrez, Valeria Arcieri - Un año, una noche – Amanda Villavieja, Eva Valiño, Marc Orts, Alejandro Castillo   | - Modelo 77 – Esther Ballesteros, Ana Rubio - 13 exorcismos – Mariano García Marty, Jordi Costa - As bestas – Óscar Abades, Ana Rubio - Irati – Jon Serrano, David Heras - Malnazidos – Lluís Rivera, Laura Pedro |
| Millor pel·lícula d'animació | Millor curtmetratge d'animació |
| - Unicorn Wars – Chelo Loureiro, Iván Miñambres i Nicolas Schmerkin - Black is Beltza II: Ainhoa – Jone Unanua i Hugo Castro Fau - Inspector Sun y la maldición de la viuda negra – Peter Rogers, Karl Richards i Jason Kaminsky - Os demos de barro – Xose Zapata, Martine Vidalenc i Nuno Beato - Tadeo Jones 3: La tabla esmeralda – Ghislain Barrois i Álvaro Augustín | - Loop – Iván Miñambres i Pablo Polledri - Amanece la noche más larga – Carlos Fernández de Vigo, Mintxo Díaz i Joaquín Calderón - Amarradas – Carmen Córdoba - La prima cosa – Manuel Fernández-Arango, Omar Al Abdul Razzak i Shira Ukrainitz - La primavera siempre vuelve – Alicia Núñez Puerto |
| Millor curtmetratge documental | Millor curtmetratge de ficció |
| - Maldita. A Love Song to Sarajevo – Raúl de la Fuente, Amaia Remírez i Iván Zahínos - Dancing with Rosa – Robert Muñoz Rupérez i Mar Canet - La gàbia – Adán Aliaga i Miguel Molina - Memoria – Nerea Barros i Hernán Zin - Trazos del alma – Rafa G. Arroyo | - Arquitectura emocional 1959 – Elías León Siminiani, Ainhoa Ramírez i María Herrera - Chaval – Jaime Olías, Jiajie Yu Yan i Néstor Ruiz Medina - Cuerdas – Lara Izagirre, Estibaliz Urresola Solaguren i Garazi Elorza Vadillo - La entrega – César Benítez, Pablo de la Chica i David Casas Riesco - Sorda – Eva Libertad i Nuria Muñoz |
| Millor pel·lícula estrangera de parla hispana | Millor pel·lícula europea |
| - Argentina, 1985 (Argentina) – Santiago Mitre - 1976 (Xile) – Manuela Martelli - La jauría (Colòmbia) – Andrés Ramírez Pulido - Noche de fuego (Mèxic) – Tatiana Huezo - Utama (Bolívia) – Alejandro Loayza Grisi | - Verdens verste menneske (Noruega) – Joachim Trier - Belfast (Regne Unit) – Kenneth Branagh - È stata la mano di Dio (Itàlia) – Paolo Sorrentino - Illusions perdues (França) – Xavier Giannoli - Un monde (Bèlgica) – Laura Wandel |
| Premi Goya d'Honor | Premi Goya Internacional |
| Carlos Saura | Juliette Binoche |